# Louis Antoine Sophie de Vignerot du Plessis

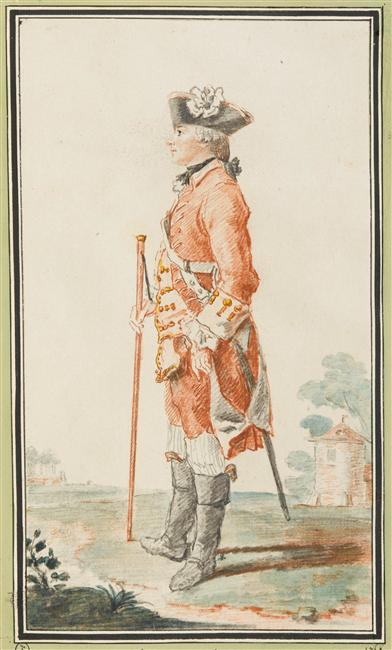
Louis Carmontelle, Porträt des Herzogs von Fronsac (Antoine de Vignerot de Plessis), 1758, Musée Condé

Louis Antoine Sophie de Vignerot du Plessis de Richelieu (* 4. Februar 1736 in Paris; † 4. Februar 1791 ebenda) aus dem Haus Vignerot war ein französischer Hochadliger, Militär und Hofbeamter.
Er war 8. Duc de Fronsac (bis 1788), 4. Duc de Richelieu und Pair de France (ab 1788), Prince de Mortagne, Marquis du Pontcourlay etc.

## Leben
Er ist der Sohn von Louis François Armand de Vignerot du Plessis de Richelieu (1696–1788), 3. Herzog von Richelieu, Marschall von Frankreich, und Elisabeth Sophie de Lorraine (1710–1740).
Madame de Pompadour, die königliche Favoritin, die Anfang 1750er Jahre auf der Suche nach einem Partner für ihre eheliche Tochter Alexandrine (* 1744) war, nahm Antoine de Vignerot in ihren Fokus, doch Antoines Vater, der Duc de Richelieu, wich dem Vorschlag aus, indem er anführte, dass die Mutter seines Sohnes eine Prinzessin von Lothringen sei – eine Familie, die im Rang die Richelieus weit überragte – und er daher die Zustimmung des Oberhaupts dieser Familie einholen müsse, das niemand anderes als Kaiser Franz I. war.
Am 1. März 1744 war der Duc de Fronsac – nicht einmal achtjährig – Mestre de camp des dragons geworden, seinen ersten Waffengang erlebte er jedoch erst 1756, zu Beginn des Siebenjährigen Kriegs, mit der Besetzung Menorcas. Er bekam den Auftrag, König Ludwig XV. die Nachricht zu überbringen, des ihn daraufhin am 23. Juli zum Brigadier beförderte. Am 2. Oktober 1756 wurde er nach dem Rücktritt seines Vaters zum Premier Gentilhomme de la Chambre du Roi ernannt, das Amt behielt er bis zu seinem Tod.
In den Jahren 1756 bis 1760 nahm er als Aide-maréchal-général-des-logis surnuméraire an allen wichtigen Militäraktionen teil. Nach einem Gefecht bei Zierenberg vom 22. August 1760 gegen das preußische Heer unter dem Kommando des Kronprinzen erhielt er am 20. Februar 1761 den Rang eines Maréchal de camp; in diesem Jahr kommandierte er unter dem Marschall Soubise eine Abteilung in der Vorhut mit Aufgaben in der Beobachtung des Gegners. Als er am 20. August 1761 bei Roxel vom Grafen von Kielmannsegg angegriffen wurde, kämpfte er gegen eine mehr als vierfache Übermacht, griff den Gegner, nachdem Verstärkung eingetroffen war, seinerseits an und drängte ihn bis unter das Feuer der Stadt Münster, wobei Kielmansegg fast 1000 Mann verlor, von denen 400 gefangen genommen wurden (siehe auch Régiment de la Couronne). Der Duc de Fronsac diente noch bis zum Pariser Frieden 1763 in Deutschland, zog sich dann aber wohl aus dem aktiven Dienst zurück. In der Militärgeschichte tritt er nur noch einmal auf, als er am 1. März 1780 zum Lieutenant-général des Armées du Roi befördert wurde.

## Ehen und Familie
Antoine de Vignerot heiratete am 25. Februar 1764 Adélaïde-Gabrielle de Hautefort de Juillac (* 1742; † 6. Februar 1767), Tochter von Emmanuel Dieudonné de Hautefort, Marquis de Hautefort, Lieutenant-général des Armées du Roi und französischer Botschafter in Wien, und Françoise Claire d'Harcourt. Sie war die Enkelin von François d’Harcourt, 2. Duc d’Harcourt, Pair de France, Marschall von Frankreich, und Marie-Madeleine Le Tellier de Barbezieux. Ihre Kinder sind:
- Armande-Sophie Camille (* 28. Februar 1765; † 1767), Marquise de Pontcourlay[2]
- Armand Emmanuel (* 25. September 1766[3]; † 18. Mai 1822[4]), Comte de Chinon, 1788 Duc de Fronsac, 1791 Duc de Richelieu, 31. August 1817 erblicher Pair-Duc, 1815–1818 Außenminister, 1815–1818 und 1820/21 Premierminister; ⚭ 4. Mai 1782 Alexandrine Rosalie de Rochechouart (* 1786; † 9. Dezember 1830), Tochter von Aimery Louis Roger de Rochechouart, Comte de Faudois, und Madeleine Mélanie Henriette de Barberie de Courteilles, keine Nachkommen

Er heiratete am 20. April 1776 in zweiter Ehe Marie-Antoinette de Galliffet (* 26. Oktober 1757; † 1814) Tochter von Philippe Christophe Amateur Galliffet, Baron de Dampierre, und Marie de Levis, die ihm zwei Töchter gebar:
- Armande Marie (* 27. Juni 1777; † 1832); ⚭ Louis Hippolyte de Montcalm-Gozon, Marquis de Montcalm (* 1775; † 27. Februar 1857), ohne Nachkommen
- Armande Simplicie Gabrielle (* 20. November 1778; † 20. März 1840); ⚭ Antoine Pierre Joseph Chapelle de Jumilhac, 5. Marquis de Jumilhac (* 31. August 1764; † 19. Februar 1826), ihre Nachkommen sind die weiteren Herzöge von Richelieu.